# Querula purpurata
El cotinga quérula (Querula purpurata), también denominado quérula gorgimorada (en Costa Rica y Panamá), frutero negro o cuaba (en Colombia), frutero gorgirrojo (en Nicaragua), cuervo-higuero de gorguera (en Ecuador), cuervo-frutero de garganta púrpura (en Perú) o pájaro toro (en Venezuela), es una especie de ave paseriforme de la familia Cotingidae, la única perteneciente al género monotípico Querula. Es nativa de América Central y del Sur.

## Distribución y hábitat
Se distribuye desde la pendiente caribeña del extremo sur de Nicaragua, Costa Rica y oeste de Panamá, y también en la pendiente del Pac´[ifico al este de la zona del Canal, hacia el sur hasta el norte y oeste de Colombia (desde el golfo de Urabá al este hasta el medio valle del Magdalena, y al oeste de los Andes) y noroeste de  Ecuador; también en la cuenca amazónica desde el este de Colombia (al sur desde Meta y Vaupés), sur y este de Venezuela (al sur del río Orinoco), Guyana, Surinam y Guayana francesa; al sur hasta el sureste del Perú, centro de Brasil (al sur hasta el medio de los afluentes sureños del río Amazonas) y norte de Bolivia; en la región norte, aparentemente está ausente de la mayoría de la cuenca del río Negro.
Esta especie puede ser  poco común o bastante común y diseminada en su hábitat natural: el estrato medio y el subdosel de tierras bajas de bosques húmedos subtropicales o tropicales, menos frecuente en los bordes, principalmente por debajo de los 700 m de altitud.

## Descripción
El macho mide en promedio 28 cm de longitud y la hembra 25,5 cm, pesan respectivamente, en promedio, 114 g y 97 g. Son enteramente negros, el macho, más brillante, ostenta un gran parche púrpura rojizo en la parte alta de la garganta (similar a los collares de los colibríes), extendido a los lados del cuello. Las plumas de este parche se alargan, se estrechan y enrijecen, formando como un escudo a los lados del bajo cuello. Las bases ocultas de estas plumas son blancas. El iris y las patas son oscuros, pero el pico es pálido, gris azulado o hasta gris blancuzco. Las patas son relativamente cortas; el pico es ancho, algo plano, y tiene la punta en formato de gancho. Los individuos juveniles son similares a las hembras adultas, pero son de color negro más apagado, con las cobertoras de las alas negro parduzco.

## Comportamiento
Se desplazan por la selva en ruidosas bandadas de tres a seis individuos, en las cuales los adultos con la garganta púrpura son minoría; algunas veces acompañan bandadas de otras aves tales como caciques (Cacicus) y monjas  (Monasa). En el sureste de Pará, fueron observados asociados a bandadas mixtas con arasarí marcado (Pteroglossus inscriptus) y carpintero azulado (Melanerpes cruentatus) en bosques secundarios altos sobre suelos arenosos.

### Alimentación
Su dieta consiste tanto de frutos como de grandes insectos.

### Reproducción
El grupo construye una plataforma rasa de ramas secas en una horqueta situada entre 11 y 23 m del suelo, incubando un único huevo. De tres a ocho individuos cuidan de la defensa del nido contra predadores arborícolas tales como tucanes (Ramphastos), charas (Cyanocorax), y hasta grandes gavilanes como el gavilán carinegro (Leucopternis melanops). El grupo alimenta el único pichón exclusivamente con insectos y artrópodos durante los primeros doce días después de la eclosión del huevo.

### Vocalización
La variedad de llamados graves y dulces incluyen un «uu-uaáh» o un «kuih-u-uu-uaáh»; en vuelo, con frecuencia emiten un «uah-uah-uhiíauuu». Las aves emitiendo llamados generalmente sacuden o abren la cola.

## Sistemática

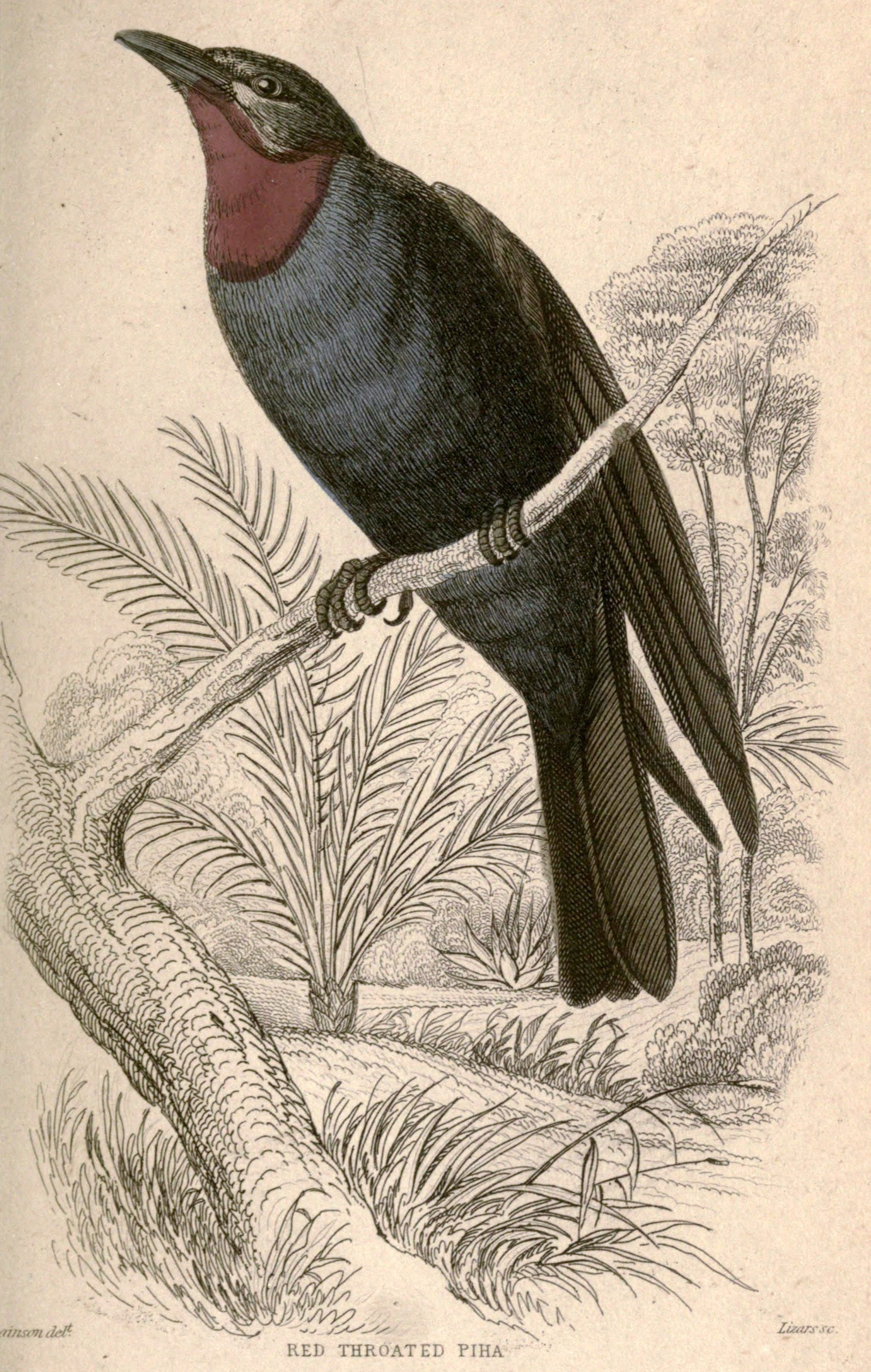
Querula rubricollis Vieillot, sinónimo de Querula purpurata, ilustración de Swainson en Flycatchers, 1845.

### Descripción original
La especie Q. purpurata fue descrita por primera vez por el naturalista alemán Philipp Ludwig Statius Müller en 1776 bajo el nombre científico Muscicapa purpurata; la localidad tipo es: «Cayena, Guayana Francesa».
El género Querula fue propuesto por el naturalista francés Louis Pierre Vieillot en 1816.

### Etimología
El nombre genérico femenino «Querula» deriva del latín «querulus» que significa ‘ruidoso’, ‘lloroso’; y el nombre de la especie «purpurata», proviene del latín «purpuratus» que significa ‘de color púrpura’.

### Taxonomía
Las medidas (como indicado tanto por el largo de las alas como por el peso) varían geográficamente; aves de las estribaciones andinas son considerablemente mayores, y aquellas de América Central algo mayores, que las aves de las Guayanas; sin embargo, las diferencias no son consideradas suficientes para nombrar subespecies geográficas. Es monotípica.
Berv & Prum (2014) produjeron una extensa filogenia para la familia Cotingidae reflejando muchas de las divisiones anteriores e incluyendo nuevas relaciones entre los taxones, donde se propone el reconocimiento de cinco subfamilias. De acuerdo a esta clasificación, Querula pertenece a una subfamilia Cephalopterinae Reichenow, 1914, junto a Haematoderus, Perissocephalus, Cephalopterus y Pyroderus. El Comité de Clasificación de Sudamérica (SACC) aguarda propuestas para modificar la secuencia linear de los géneros y reconocer las subfamilias. El Comité Brasileño de Registros Ornitológicos (CBRO), en la Lista de las aves de Brasil - 2015 ya adopta esta clasificación.